# ووکووا (استان لوبلین)
ووکووا (به لاتین: Łukowa) یک روستا در لهستان است که در گمینا ووکووا واقع شده‌است. ووکووا ۲٬۶۰۴ نفر جمعیت دارد.